# Артёмов, Валерий Васильевич
Валерий Васильевич Артёмов (1941—2009) — российский государственный деятель, историк-краевед, в 1998—2001 годах - председатель городской Думы г. Калуги.

## Биография
С января 1997 года депутат городской Думы Калуги первого созыва. В 1998—2001 председатель городской Думы. Член Калужского горкома КПРФ.
В 2000 г. выдвигал свою кандидатуру на выборах губернатора Калужской области. Набрал 7,88 % голосов.
Умер 16 марта 2009 года.